# Conus pertusus
Conus pertusus (nomeada, em inglês, Pertusus Cone ou Lovely Cone; com pertusus, na tradução do latim para o português, significando "perfurado, esburacado, poroso") é uma espécie de molusco gastrópode marinho predador do gênero Conus, pertencente à família Conidae. Foi classificada pelo malacologista dinamarquês Christian Hee Hwass, em 1792; colocada na obra Encyclopédie Méthodique. Histoire Naturelle des Vers, de J. G. Bruguière. É nativa do Indo-Pacífico, com uma distribuição abrangente entre a África Oriental, exceto o mar Vermelho, até a Polinésia Francesa e Havaí, nos Estados Unidos.

## Descrição da concha
Esta concha tem um corpo cônico e levemente ovalado de, no máximo, 6.9 (quase 7) centímetros de comprimento, com espiral moderadamente baixa, convexa e com um ápice pequeno e pontiagudo; arredondada em sua porção mais larga, e com sua volta final excedendo duas vezes e meia o tamanho da espiral. Sua coloração é muito variável e algumas conchas podem ser principalmente brancas ou amarelo pálidas, com manchas castanho-pálidas, por sua superfície; até os exemplares mais cobiçados, em tons mais ou menos escuros de vermelho, rosa ou laranja (cor), com duas largas bandas espirais brancas, manchadas, e com superfície esculpida por estrias visíveis. Abertura com lábio externo fino e interior branco-rosado, não se alargando muito em direção à sua base (onde fica seu canal sifonal). Seu opérculo é pequeno, comparado com a extensão de sua abertura.

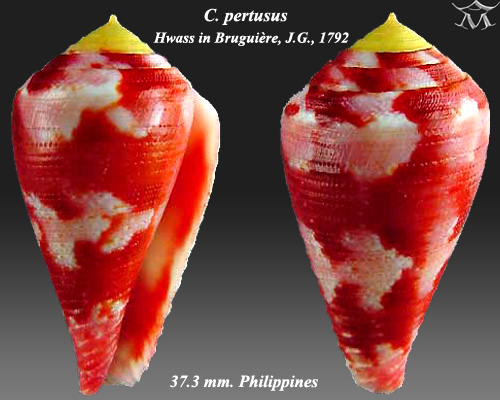
Variação de cor em C. pertusus; espécime das Filipinas.
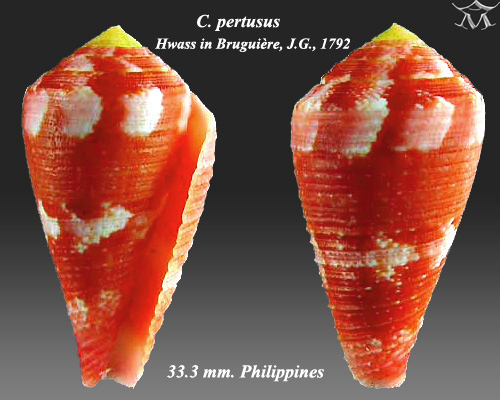
Variação de cor em C. pertusus; espécime das Filipinas.
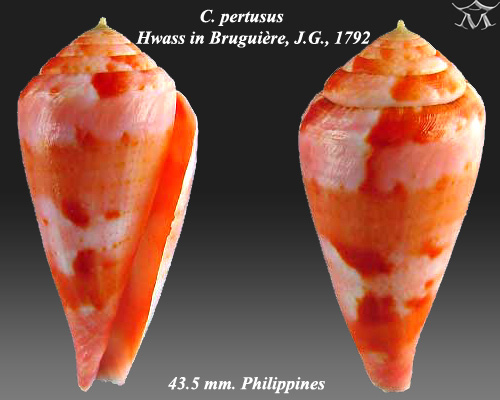
Variação de cor em C. pertusus; espécime das Filipinas.
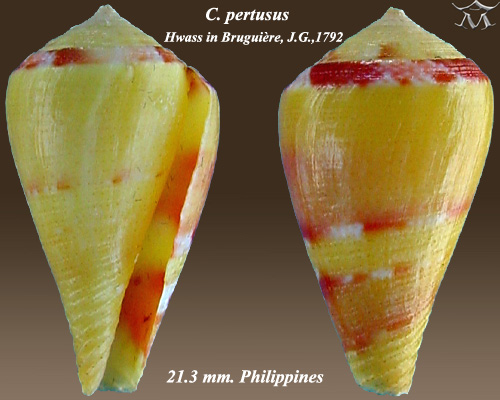
Variação de cor em C. pertusus; espécime das Filipinas.

## Distribuição geográfica e raridade
Esta espécie é encontrada em praticamente toda a região do Indo-Pacífico; da África Oriental, exceto o mar Vermelho, até a Polinésia Francesa e Havaí, nos Estados Unidos; entre o Moçambique até a Somália, incluindo Comores, Mayotte, Madagáscar, Maurícia, Reunião, Seicheles; mas também até Maldivas, Território Britânico do Oceano Índico, Sri Lanka, Índia, Bangladesh, ilhas Keeling, China, Taiwan, Sudeste Asiático (Brunei, Camboja, Filipinas, Indonésia, Malásia, Mianmar, Singapura, Tailândia, Timor-Leste e Vietnã), norte da Austrália, Papua-Nova Guiné, ilhas Salomão, Nova Caledônia, Fiji, Vanuatu (na Melanésia), Tonga, Micronésia, Tuvalu, ilhas Cook, Wallis e Futuna, Tokelau, Guam e Niue. Vive em águas da zona entremarés até a zona nerítica, entre 5 a 120 metros, sendo pouco comum; coletada para colecionismo, artesanato e joalheria e considerada espécie pouco preocupante pela União Internacional para a Conservação da Natureza.

## Subespécies
C. pertusus possui duas subespécies, segundo o World Register of Marine Speciesː
- Conus pertusus pertusus - Descrita por Hwass em 1792 (forma nominal).[1]
- Conus pertusus elodieallaryae - Descrita por T. Cossignani em 2013; do arquipélago de Tuamotu.[1][13]